# Allianz Field
El Allianz Field es un estadio de fútbol situado en la ciudad de Saint Paul, estado de Minnesota, Estados Unidos. Fue inaugurado el 13 de abril de 2019 y posee una capacidad para 19 400 espectadores. Es el estadio del Minnesota United, equipo de la Major League Soccer de los Estados Unidos.

## Historia
El 25 de marzo de 2015, Minnesota United fue aceptado en la MLS como equipo de expansión. El 23 de octubre, el propietario del equipo William "Bill" McGuire y el alcalde de Saint Paul, Chris Coleman, anunciaron planes para construir un estadio en Saint Paul. El 25 de noviembre de 2015, Minnesota United FC contrató a Populous, con sede en Kansas City, para el diseño del estadio. El 9 de diciembre de 2015, el equipo contrató a Mortensen Construction como parte de la construcción del estadio junto con Populous. Mortensen construyó el U.S. Bank Stadium para los Minnesota Vikings de la NFL entre 2014 y 2016, y trabajó con Populous en otras tres instalaciones deportivas en el Área de Minneapolis-Saint Paul, el Target Field, TCF Bank Stadium y Xcel Energy Center. La ceremonia de primera piedra fue el 12 de diciembre de 2016 y contó con la presencia de Bill McGuire y el comisionado de la MLS Don Garber. La construcción se completó en febrero de 2019, y el estadio abrió dos meses después el 13 de abril de 2019. El estadio en forma de anillo, cuenta con capacidad para aproximadamente 19,400 personas en la primera fase y 24,474 en una futura expansión que cubriría las cuatro esquinas, el estadio cuenta con 25 suites y 38 palcos.
El 25 de julio de 2017, la compañía de seguros Allianz Life Insurance Co. of North América una subsidiaria de la compañía alemana Allianz, se adjudicó los derechos de nombre del estadio, el acuerdo con Allianz se extiende por doce años, hasta finales de 2028.
El primer partido oficial en el estadio se celebró el 13 de abril de 2019 entre Minnesota United y New York City FC, al que asistió una multitud de 19,796 espectadores. El partido terminó en un empate 3–3, el primer gol fue marcado por Osvaldo Alonso del Minnesota United en el minuto 13.
El primer partido del equipo nacional de fútbol de los Estados Unidos se celebró en el Allianz Field el 18 de junio de 2019 ante Guyana, válido por la Copa de Oro de la Concacaf 2019.

## Resultados en eventos de importancia

### Copa Copa de Oro 2019
- Se disputaron dos juegos de la Copa de Oro de la Concacaf 2019.
| Fecha               | Equipo 1       | Resultado | Equipo 2          | Ronda                 | Asistencia |
| ------------------- | -------------- | --------- | ----------------- | --------------------- | ---------- |
| 18 de junio de 2019 | Panamá         | 2 - 0     | Trinidad y Tobago | Primera fase, Grupo D | 19 418     |
| 18 de junio de 2019 | Estados Unidos | 4 - 0     | Guyana            | Primera fase, Grupo D | 19 418     |